# Gran Premio de San Marino de Motociclismo de 2017
El Gran Premio de San Marino de Motociclismo de 2017 (oficialmente Tribul Mastercard Gran Premio di San Marino e Riviera di Rimini) fue la decimotercera prueba del Campeonato del Mundo de Motociclismo de 2017. Tuvo lugar en el fin de semana del 8 al 10 de septiembre de 2017 en el Misano World Circuit Marco Simoncelli que está ubicado en la comuna de Misano Adriatico, región de Emilia-Romaña, Italia.
La carrera de MotoGP fue ganada por Marc Márquez, seguido de Danilo Petrucci y Andrea Dovizioso. Thomas Lüthi fue el ganador de la prueba de Moto2, por delante de Hafizh Syahrin y Francesco Bagnaia. La carrera de Moto3 fue ganada por Romano Fenati, Joan Mir fue segundo y Fabio Di Giannantonio tercero.

## Resultados

### Resultados MotoGP
| Pos.    | N.º | Piloto           | Constructor | Vueltas | Tiempo    | Parrilla | Puntos |
| ------- | --- | ---------------- | ----------- | ------- | --------- | -------- | ------ |
| 1       | 93  | Marc Márquez     | Honda       | 28      | 50:41.565 | 3        | 25     |
| 2       | 9   | Danilo Petrucci  | Ducati      | 28      | +1.192    | 8        | 20     |
| 3       | 4   | Andrea Dovizioso | Ducati      | 28      | +11.706   | 2        | 16     |
| 4       | 25  | Maverick Viñales | Yamaha      | 28      | +16.559   | 1        | 13     |
| 5       | 51  | Michele Pirro    | Ducati      | 28      | +19.499   | 11       | 11     |
| 6       | 43  | Jack Miller      | Honda       | 28      | +24.882   | 14       | 10     |
| 7       | 45  | Scott Redding    | Ducati      | 28      | +33.872   | 19       | 9      |
| 8       | 42  | Álex Rins        | Suzuki      | 28      | +34.662   | 20       | 8      |
| 9       | 94  | Jonas Folger     | Yamaha      | 28      | +54.082   | 16       | 7      |
| 10      | 38  | Bradley Smith    | KTM         | 28      | +57.964   | 22       | 6      |
| 11      | 44  | Pol Espargaró    | KTM         | 28      | +1:00.440 | 17       | 5      |
| 12      | 19  | Álvaro Bautista  | Ducati      | 28      | +1:17.356 | 10       | 4      |
| 13      | 35  | Cal Crutchlow    | Honda       | 28      | +1:35.588 | 4        | 3      |
| 14      | 26  | Dani Pedrosa     | Honda       | 28      | +1:38.857 | 7        | 2      |
| 15      | 5   | Johann Zarco     | Yamaha      | 28      | +2:02.212 | 6        | 1      |
| 16      | 76  | Loris Baz        | Ducati      | 27      | +1 Vuelta | 15       |        |
| 17      | 17  | Karel Abraham    | Ducati      | 27      | +1 Vuelta | 12       |        |
| Ret     | 53  | Esteve Rabat     | Honda       | 19      | Caída     | 18       |        |
| Ret     | 29  | Andrea Iannone   | Suzuki      | 16      | Caída     | 21       |        |
| Ret     | 22  | Sam Lowes        | Aprilia     | 15      | Caída     | 23       |        |
| Ret     | 41  | Aleix Espargaró  | Aprilia     | 13      | Caída     | 9        |        |
| Ret     | 8   | Héctor Barberá   | Ducati      | 11      | Caída     | 13       |        |
| Ret     | 99  | Jorge Lorenzo    | Ducati      | 6       | Caída     | 5        |        |
| Fuente: |     |                  |             |         |           |          |        |

### Resultados Moto2
| Pos.     | N.º | Piloto              | Constructor | Vueltas | Tiempo      | Parrilla | Puntos |
| -------- | --- | ------------------- | ----------- | ------- | ----------- | -------- | ------ |
| 1        | 12  | Thomas Lüthi        | Kalex       | 26      | +1.400      | 7        | 25     |
| 2        | 55  | Hafizh Syahrin      | Kalex       | 26      | +7.875      | 14       | 20     |
| 3        | 42  | Francesco Bagnaia   | Kalex       | 26      | +21.223     | 6        | 16     |
| 4        | 41  | Brad Binder         | KTM         | 26      | +23.849     | 17       | 13     |
| 5        | 11  | Sandro Cortese      | Suter       | 26      | +41.421     | 13       | 11     |
| 6        | 40  | Fabio Quartararo    | Kalex       | 26      | +43.107     | 10       | 10     |
| 7        | 24  | Simone Corsi        | Speed Up    | 26      | +56.926     | 8        | 9      |
| 8        | 89  | Khairul Idham Pawi  | Kalex       | 26      | +1:01.495   | 28       | 8      |
| 9        | 2   | Jesko Raffin        | Kalex       | 26      | +1:20.192   | 26       | 7      |
| 10       | 30  | Takaaki Nakagami    | Kalex       | 26      | +1:32.448   | 5        | 6      |
| 11       | 15  | Alex de Angelis     | Suter       | 25      | +1 Vuelta   | 25       | 5      |
| 12       | 87  | Remy Gardner        | Tech 3      | 25      | +1 Vuelta   | 21       | 4      |
| 13       | 45  | Tetsuta Nagashima   | Kalex       | 25      | +1 Vuelta   | 27       | 3      |
| 14       | 97  | Xavi Vierge         | Tech 3      | 25      | +1 Vuelta   | 15       | 2      |
| 15       | 22  | Federico Fuligni    | Kalex       | 25      | +1 Vuelta   | 31       | 1      |
| DSQ      | 77  | Dominique Aegerter  | Suter       | 26      | (51:39.709) | 3        |        |
| Ret      | 62  | Stefano Manzi       | Kalex       | 22      | Caída       | 16       |        |
| Ret      | 20  | Joe Roberts         | Kalex       | 12      | Caída       | 29       |        |
| Ret      | 5   | Andrea Locatelli    | Kalex       | 11      | Caída       | 20       |        |
| Ret      | 27  | Iker Lecuona        | Kalex       | 11      | Caída       | 19       |        |
| Ret      | 44  | Miguel Oliveira     | KTM         | 10      | Ret         | 9        |        |
| Ret      | 19  | Xavier Siméon       | Kalex       | 9       | Caída       | 23       |        |
| Ret      | 37  | Augusto Fernández   | Speed Up    | 9       | Caída       | 24       |        |
| Ret      | 32  | Isaac Viñales       | Kalex       | 7       | Caída       | 22       |        |
| Ret      | 9   | Jorge Navarro       | Kalex       | 5       | Caída       | 12       |        |
| Ret      | 57  | Edgar Pons          | Kalex       | 5       | Ret         | 18       |        |
| Ret      | 21  | Franco Morbidelli   | Kalex       | 3       | Caída       | 2        |        |
| Ret      | 54  | Mattia Pasini       | Kalex       | 2       | Caída       | 1        |        |
| Ret      | 7   | Lorenzo Baldassarri | Kalex       | 2       | Caída       | 4        |        |
| Ret      | 6   | Tarran Mackenzie    | Suter       | 1       | Ret         | 30       |        |
| Ret      | 10  | Luca Marini         | Kalex       | 0       | Caída       | 11       |        |
| DNS      | 49  | Axel Pons           | Kalex       |         | No corrió   |          |        |
| DNS      | 73  | Álex Márquez        | Kalex       |         | No corrió   |          |        |
| 1. 2. 3. |     |                     |             |         |             |          |        |
| Fuente:  |     |                     |             |         |             |          |        |

### Resultados Moto3
| Pos.     | N.º | Piloto                 | Constructor | Vueltas | Tiempo    | Parrilla | Puntos |
| -------- | --- | ---------------------- | ----------- | ------- | --------- | -------- | ------ |
| 1        | 5   | Romano Fenati          | Honda       | 23      | 46:24.290 | 5        | 25     |
| 2        | 36  | Joan Mir               | Honda       | 23      | +28.594   | 2        | 20     |
| 3        | 21  | Fabio Di Giannantonio  | Honda       | 23      | +39.035   | 3        | 16     |
| 4        | 65  | Philipp Öttl           | KTM         | 23      | +55.591   | 11       | 13     |
| 5        | 8   | Nicolò Bulega          | KTM         | 23      | +1:02.433 | 8        | 11     |
| 6        | 64  | Bo Bendsneyder         | KTM         | 23      | +1:09.312 | 7        | 10     |
| 7        | 84  | Jakub Kornfeil         | Peugeot     | 23      | +1:09.984 | 15       | 9      |
| 8        | 75  | Albert Arenas          | Mahindra    | 23      | +1:13.420 | 26       | 8      |
| 9        | 16  | Andrea Migno           | KTM         | 23      | +1:22.747 | 24       | 7      |
| 10       | 15  | Jaume Masiá            | KTM         | 23      | +1:32.446 | 16       | 6      |
| 11       | 96  | Manuel Pagliani        | Mahindra    | 23      | +1:39.088 | 21       | 5      |
| 12       | 42  | Marcos Ramírez         | KTM         | 23      | +1:39.925 | 13       | 4      |
| 13       | 57  | Alex Fabbri            | Mahindra    | 22      | +1 Vuelta | 32       | 3      |
| 14       | 33  | Enea Bastianini        | Honda       | 22      | +1 Vuelta | 4        | 2      |
| 15       | 48  | Lorenzo Dalla Porta    | Mahindra    | 22      | +1 Vuelta | 12       | 1      |
| NC       | 4   | Patrik Pulkkinen       | Peugeot     | 22      | Caída     | 27       |        |
| Ret      | 44  | Arón Canet             | Honda       | 20      | Caída     | 9        |        |
| Ret      | 51  | Kevin Zannoni          | KTM         | 19      | Caída     | 28       |        |
| Ret      | 27  | Kaito Toba             | Honda       | 18      | Caída     | 25       |        |
| Ret      | 23  | Niccolò Antonelli      | KTM         | 17      | Caída     | 20       |        |
| Ret      | 14  | Tony Arbolino          | Honda       | 15      | Caída     | 17       |        |
| Ret      | 71  | Ayumu Sasaki           | Honda       | 13      | Caída     | 19       |        |
| Ret      | 12  | Marco Bezzecchi        | Mahindra    | 13      | Caída     | 10       |        |
| Ret      | 88  | Jorge Martín           | Honda       | 9       | Caída     | 1        |        |
| Ret      | 58  | Juan Francisco Guevara | KTM         | 8       | Retirado  | 18       |        |
| Ret      | 17  | John McPhee            | Honda       | 7       | Caída     | 14       |        |
| Ret      | 95  | Jules Danilo           | Honda       | 7       | Caída     | 29       |        |
| Ret      | 7   | Adam Norrodin          | Honda       | 5       | Caída     | 22       |        |
| Ret      | 24  | Tatsuki Suzuki         | Honda       | 3       | Caída     | 31       |        |
| Ret      | 41  | Nakarin Atiratphuvapat | Honda       | 3       | Caída     | 23       |        |
| Ret      | 19  | Gabriel Rodrigo        | KTM         | 2       | Caída     | 6        |        |
| DNS      | 11  | Livio Loi              | Honda       |         | No corrió |          |        |
| 1. 2. 3. |     |                        |             |         |           |          |        |
| Fuente:  |     |                        |             |         |           |          |        |